# Estornell de cap porpra
L'estornell de cap porpra (Hylopsar purpureiceps) és un ocell de la família dels estúrnids (Sturnidae). Es troba a l'Àfrica central. Els seus hàbitats són els boscos tropicals i subtropicals de frondoses humits de les terres baixes. El seu estat de conservació es considera de risc mínim.